# Pendeluhr (Sternbild)
Die Pendeluhr (lateinisch Horologium) ist ein Sternbild des Südhimmels.

## Beschreibung
Die Pendeluhr ist ein unscheinbares Sternbild, das aus einer Kette von lichtschwachen Sternen besteht. Nur einer ist heller als die 4. Größenklasse. Man findet es westlich des hellen Sterns Achernar, dem südlichsten Stern des Eridanus. Das Sternbild kann erst von Standorten südlich des 20. Breitengrades vollständig beobachtet werden. Im äußersten Süden von Deutschland steigt der Hauptstern vom Sternbild Pendeluhr für eine kurze Zeit und nur sehr tief über dem Südhorizont.

## Geschichte
Das Sternbild wurde 1752 von dem französischen Astronomen Nicolas Louis de Lacaille unter dem Namen Horologium Oscillitorium eingeführt. Lacaille fasste Sterne der Südhalbkugel zu „neuen“ Sternbildern zusammen, die er nach technischen Gerätschaften benannte. Dieser hatte nämlich eine Pendeluhr in seiner Sternwarte und wollte dieser ein Denkmal setzen. Im 19. Jahrhundert wurde der Name dann auf den heutigen verkürzt.

## Himmelsobjekte

### Sterne
Wegen der südlichen Lage haben die Sterne keine Flamsteed-Bezeichner.
| B   | Namen o. andere Bezeichnungen | Größe         | Lj  | Spektralklasse |
| --- | ----------------------------- | ------------- | --- | -------------- |
| α   |                               | 3,85m         | 118 | K2 III         |
| δ   |                               | 4,93m         | 183 | A9 V           |
| 400 | R Horologii                   | 4,7 bis 14,3m | 754 | M5-7 e         |
| β   |                               | 4,98m         | 321 | A3/5 III (m)   |
| μ   |                               | 5,12m         | 141 | F0 III/IV      |
| ζ   |                               | 5,21m         | 161 | F6 V           |
| ν   |                               | 5,25m         | 169 | A2 V           |
| η   |                               | 5,30m         | 137 | A6 V           |
| λ   |                               | 5,36m         | 156 | F2 III         |
| ι   | Iota Horologii                | 5,40m         | 57  | G0 V           |
| γ   |                               | 5,73m         | 184 | G8 III/IV      |

α Horologii ist ein 200 Lichtjahre entfernter, orange leuchtender Stern der Spektralklasse K1 III.
Iota Horologii ist 57 Lichtjahre entfernt. Im Jahre 1998 wurde bei dem Stern ein Exoplanet entdeckt.

### Veränderliche Sterne
| Objekt | Größe          | Periode  | Typ       |
| ------ | -------------- | -------- | --------- |
| R Hor  | 4,7m bis 14,3m | 405 Tage | Mirastern |

R Horologii ist ein Veränderlicher Stern vom Typ Mira, der seine Helligkeit während eines Zeitraumes von 405 Tagen sehr stark verändert. Während des Maximums kann er mit bloßem Auge als rötlicher Stern gesehen werden. Während des Minimums benötigt man zur Beobachtung ein mittleres Teleskop. R Hor ist etwa 750 Lichtjahre entfernt und gehört der Spektralklasse M5-7e an.

### NGC-Objekte
| Messier (M) | NGC  | sonstige | Größe | Typ              | Name |
| ----------- | ---- | -------- | ----- | ---------------- | ---- |
|             | 1261 |          | 10,3m | Kugelsternhaufen |      |
|             | 1433 |          | 9,9m  | Galaxie          |      |

In der Pendeluhr befinden sich an NGC-Objekten der Kugelsternhaufen NGC 1261 und die Galaxie NGC 1433.